# Države koje graniče s Europskom unijom
Ovdje su navedeni popisi država koje graniče ili su graničile s Europskom unijom, odnosno njenom prethodnicom, Europskom zajednicom.

## Od2013.do danas (nakon šestog proširenja)
Sjeverna i istočna granica EU, od sjevera prema jugu:
- Norveška (granica sa Švedskom i Finskom)
- Rusija (granica s Finskom, Estonijom i Latvijom)
- Bjelorusija (granica s Latvijom, Litvom i Poljskom)
- Ukrajina (granica s Poljskom, Slovačkom, Mađarskom i Rumunjskom)
- Moldova (granica s Rumunjskom)
- Turska (granica s Grčkom i Bugarskom)

"Zapadni Balkan":
- Bosna i Hercegovina (granica s Hrvatskom)
- Srbija (granica s Hrvatskom, Mađarskom, Rumunjskom i Bugarskom)
- Crna Gora (granica s Hrvatskom)
- Albanija (granica s Grčkom)
- Makedonija (granica s Bugarskom i Grčkom)

Enklave unutar područja EU:
- Kalinjingradska oblast (Rusija) (granica s Litvom i Poljskom)
- Švicarska (granica s Francuskom, Njemačkom, Austrijom i Italijom)
- Lihtenštajn (granica s Austrijom)
- Andora (granica s Francuskom i Španjolskom)
- Monako (granica s Francuskom)
- San Marino (granica s Italijom)
- Vatikan (granica s Italijom)

Granica Cipra:
- Sjeverni Cipar (nepriznata država)
- Akrotiri i Dhekelia (Ujedinjeno Kraljevstvo)[note 1]

Granica Ceute i Melille:
- Maroko

Granica Francuske Gvajane:
- Surinam
- Brazil

Granica Svetog Martina:
- Sint Maarten

## Od2007.do2013.(nakon drugog dijela petog proširenja)
Sjeverna i istočna granica EU, od sjevera prema jugu:
- Norveška (granica sa Švedskom i Finskom)
- Rusija (granica s Finskom, Estonijom i Latvijom)
- Bjelorusija (granica s Latvijom, Litvom i Poljskom)
- Ukrajina (granica s Poljskom, Slovačkom, Mađarskom i Rumunjskom)
- Moldova (granica s Rumunjskom)
- Turska (granica s Grčkom i Bugarskom)

"Zapadni Balkan":
- Hrvatska (granica sa Slovenijom i Mađarskom)
- Srbija (granica s Mađarskom, Rumunjskom i Bugarskom)
- Makedonija (granica s Bugarskom i Grčkom)
- Albanija (granica s Grčkom)

Enklave unutar područja EU:
- Kalinjingradska oblast (Rusija) (granica s Litvom i Poljskom)
- Švicarska (granica s Francuskom, Njemačkom, Austrijom i Italijom)
- Lihtenštajn (granica s Austrijom)
- Andora (granica s Francuskom i Španjolskom)
- Monako (granica s Francuskom)
- San Marino (granica s Italijom)
- Vatikan (granica s Italijom)

Granica Cipra:
- Sjeverni Cipar (nepriznata država)
- Akrotiri i Dhekelia (Ujedinjeno Kraljevstvo)[note 1]

Granica Ceute i Melille:
- Maroko

Granica Francuske Gvajane:
- Surinam
- Brazil

Granica Svetog Martina:
- Nizozemski Antili (do 2010.)
- Sint Maarten (od 2010.)

## Od2004.do2007.(nakon prvog dijela petog proširenja)
Sjeverna i istočna granica EU, od sjevera prema jugu:
- Norveška (granica sa Švedskom i Finskom)
- Rusija (granica s Finskom, Estonijom i Latvijom)
- Bjelorusija (granica s Latvijom, Litvom i Poljskom)
- Ukrajina (granica s Poljskom, Slovačkom i Mađarskom)
- Rumunjska (granica s Mađarskom)
- Srbija i Crna Gora (do 2006.) (granica s Mađarskom)
- Srbija (od 2006.) (granica s Mađarskom)
- Hrvatska (granica sa Slovenijom i Mađarskom)

Granica Grčke:
- Albanija
- Makedonija
- Bugarska
- Turska

Enklave unutar područja EU:
- Kalinjingradska oblast (Rusija) (granica s Litvom i Poljskom)
- Švicarska (granica s Francuskom, Njemačkom, Austrijom i Italijom)
- Lihtenštajn (granica s Austrijom)
- Andora (granica s Francuskom i Španjolskom)
- Monako (granica s Francuskom)
- San Marino (granica s Italijom)
- Vatikan (granica s Italijom)

Granica Cipra:
- Sjeverni Cipar (nepriznata država)
- Akrotiri i Dhekelia (Ujedinjeno Kraljevstvo)[note 1]

Granica Ceute i Melille:
- Maroko

Granica Francuske Gvajane:
- Surinam
- Brazil

Granica Guadeloupe:
- Nizozemski Antili

## Od1995.do2004.(nakon četvrtog proširenja)
Sjeverna granica EU:
- Norveška (granica sa Švedskom i Finskom)

Istočna granica EU, od sjevera prema jugu:
- Rusija (granica s Finskom)
- Poljska (granica s Njemačkom)
- Češka (granica s Njemačkom i Austrijom)
- Slovačka (granica s Austrijom)
- Mađarska (granica s Austrijom)
- Slovenija (granica s Italijom i Austrijom)

Granica Grčke:
- Albanija
- Makedonija
- Bugarska
- Turska

Enklave unutar područja EU:
- Švicarska (granica s Francuskom, Njemačkom, Austrijom i Italijom)
- Lihtenštajn (granica s Austrijom)
- Andora (granica s Francuskom i Španjolskom)
- Monako (granica s Francuskom)
- San Marino (granica s Italijom)
- Vatikan (granica s Italijom)

Granica Ceute i Melille:
- Maroko

Granica Francuske Gvajane:
- Surinam
- Brazil

Granica Guadeloupe:
- Nizozemski Antili

## Od1990.do1995.(nakon ujedinjenja Njemačke)
Istočna granica EU, od sjevera prema jugu:
- Poljska (granica s Njemačkom)
- Čehoslovačka (do 1992.) (granica s Njemačkom)
- Češka (od 1993.) (granica s Njemačkom)
- Austrija (granica s Njemačkom i Italijom)
- Švicarska (granica s Italijom, Francuskom i Njemačkom)
- Jugoslavija (do 1991.) (granica s Italijom)
- Slovenija (od 1991.) (granica s Italijom)

Granica Grčke:
- Albanija
- Jugoslavija (do 1991.)
- Makedonija (od 1991.)
- Bugarska
- Turska

Enklave unutar područja EU:
- Andora (granica s Francuskom i Španjolskom)
- Monako (granica s Francuskom)
- San Marino (granica s Italijom)
- Vatikan (granica s Italijom)

Granica Ceute i Melille:
- Maroko

Granica Francuske Gvajane:
- Surinam
- Brazil

Granica Guadeloupe:
- Nizozemski Antili

## Od1986.do1990.(nakon trećeg proširenja)
Istočna granica EZ, od sjevera prema jugu:
- Istočna Njemačka (granica sa Zapadnom Njemačkom)
- Čehoslovačka (granica sa Zapadnom Njemačkom)
- Austrija (granica sa Zapadnom Njemačkom i Italijom)
- Švicarska (granica s Italijom, Zapadnom Njemačkom i Francuskom)
- Jugoslavija (granica s Italijom)

Granica Grčke:
- Albanija
- Jugoslavija
- Bugarska
- Turska

Enklave unutar područja EU:
- Andora (granica s Francuskom i Španjolskom)
- Monako (granica s Francuskom)
- San Marino (granica s Italijom)
- Vatikan (granica s Italijom)

Granica Ceute i Melille:
- Maroko

Granica Francuske Gvajane:
- Surinam
- Brazil

Granica Guadeloupe:
- Nizozemski Antili

## Od1981.do1986.(nakon drugog proširenja)
Južna francuska granica:
- Španjolska
- Andora

Istočna granica EZ, od sjevera prema jugu:
- Istočna Njemačka (granica sa Zapadnom Njemačkom)
- Čehoslovačka (granica sa Zapadnom Njemačkom)
- Austrija (granica sa Zapadnom Njemačkom i Italijom)
- Švicarska (granica s Italijom, Zapadnom Njemačkom i Francuskom)
- Jugoslavija (granica s Italijom)

Granica Grčke:
- Albanija
- Jugoslavija
- Bugarska
- Turska

Enklave unutar područja EU:
- Monako (granica s Francuskom)
- San Marino (granica s Italijom)
- Vatikan (granica s Italijom)

Granica Gibraltara:
- Španjolska

Granica Francuske Gvajane:
- Surinam
- Brazil

Granica Guadeloupe:
- Nizozemski Antili

## Od1973.do1981.(nakon prvog proširenja)
Južna francuska granica:
- Španjolska
- Andora

Istočna granica EZ, od sjevera prema jugu:
- Istočna Njemačka (granica sa Zapadnom Njemačkom)
- Čehoslovačka (granica sa Zapadnom Njemačkom)
- Austrija (granica sa Zapadnom Njemačkom i Italijom)
- Švicarska (granica s Italijom, Zapadnom Njemačkom i Francuskom)
- Jugoslavija (granica s Italijom)

Enklave unutar područja EU:
- Monako (granica s Francuskom)
- San Marino (granica s Italijom)
- Vatikan (granica s Italijom)

Granica Gibraltara:
- Španjolska

Granica Francuske Gvajane:
- Surinam
- Brazil

Granica Guadeloupe:
- Nizozemski Antili

## Od1958.do1973.(od osnutka Europske zajednice)
Južna francuska granica:
- Španjolska
- Andora

Sjeverna zapadnonjemačka granica:
- Danska

Istočna granica EZ, od sjevera prema jugu:
- Istočna Njemačka (granica sa Zapadnom Njemačkom)
- Čehoslovačka (granica sa Zapadnom Njemačkom)
- Austrija (granica sa Zapadnom Njemačkom i Italijom)
- Švicarska (granica s Italijom, Zapadnom Njemačkom i Francuskom)
- Jugoslavija (granica s Italijom)

Enklave unutar područja EZ:
- Monako (granica s Francuskom)
- San Marino (granica s Italijom)
- Vatikan (granica s Italijom)

Granica Alžira (do 1962.):
- Tunis
- Libija
- Francuska Zapadna Afrika (1958. do 1960.)[note 5]
- Niger (1960. do 1962.)[note 5]
- Mali (1960. do 1962.)[note 5]
- Mauritanija (1960. do 1962.)[note 5]
- Španjolska Zapadna Sahara
- Maroko

Granica Francuske Gvajane:
- Surinam
- Brazil

Granica Guadeloupe:
- Nizozemski Antili

## Napomene
1. 1 2 3  Akrotiri i Dhekelia, suverene vojne baze Ujedinjenog Kraljevstva na otoku Cipru, nisu sastavni dio EU.
2. 1 2 3 4 5 6 7 8 9 10 11 12 13 14 15 16  Francuska Gvajana i Guadeloupe su francuski departmani i kao takvi su dio Francuske i Europske unije.
3. 1 2  Saint Martin se 2007. odvojio od Guadaloupe, ali je ostao dio EU. Južni, nizozemski dio otoka, Sint Maarten koji se 2010. odvojio od Nizozemskih Antila, nije sastavni dio EU.
4. ↑  Alžir je 1962. stekao neovisnost i napustio EZ.
5. 1 2 3 4  Niger, Mali i Mauritanija su do stjecanja neovisnosti 1960. bili dio Francuske Zapadne Afrike